# Космос-1504
Космос-1504 је један од преко 2400 совјетских вјештачких сателита лансираних у оквиру програма Космос.
Космос-1504 је лансиран са космодрома Тјуратам, Бајконур, СССР, 14. октобра 1983. Ракета-носач Сојуз је поставила сателит у орбиту око планете Земље. Маса сателита при лансирању је износила 6700 килограма. Космос-1504 је био осматрачки сателит.